# Wedge Peak
Wedge Peak är en bergstopp i Antarktis. Den ligger i Östantarktis. Nya Zeeland gör anspråk på området. Toppen på Wedge Peak är 2 316 meter över havet, eller 114 meter över den omgivande terrängen. Bredden vid basen är 1,5 km. Wedge Peak ingår i Commonwealth Range.
Terrängen runt Wedge Peak är bergig åt sydväst, men åt nordost är den kuperad. Trakten är obefolkad. Det finns inga samhällen i närheten.